# Moritzburg (Szászország)
Moritzburg település Németországban, azon belül Szászország tartományban. Lakosainak száma 8327 fő (2023. december 31.). Moritzburg Niederau, Ebersbach és Weinböhla községekkel határos.

## Népesség
A település népességének változása:
| Lakosok száma | 8262 | 8344 | 8325 | 8361 | 8327 | 8327 |
|               | 2010 | 2017 | 2019 | 2021 | 2022 | 2023 |

## Látnivalók
- A moritzburgi kastély

## Nevezetes személyek
- A kastélyban született Albert Kázmér szász–tescheni herceg
- Itt hunyt el Käthe Kollwitz grafikus, szobrász